# Hill Climbing Automobile Manufacturing Company

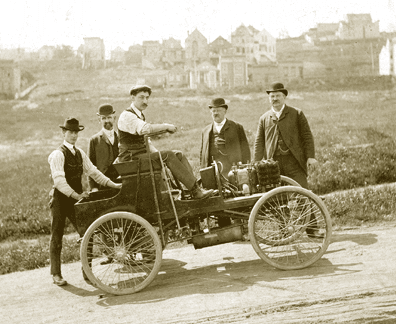
Hill Climber von 1905

Hill Climbing Automobile Manufacturing Company war ein US-amerikanischer Hersteller von Automobilen.

## Unternehmensgeschichte
Das Unternehmen wurde Ende 1904 in San Francisco in Kalifornien gegründet. Es ging aus der Hill Climber Bicycle Manufacturing Company hervor. Peter J. Scharbach war Präsident, A. B. Cameron Vizepräsident, M. Markowitz Schatzmeister und T. J. Henderson Maschinist. Noch 1904 begann die Produktion von Automobilen. Der Markenname lautete Hill Climber. 1905 endete die Produktion.

## Fahrzeuge
Das letzte Fahrzeug wurde an E. Holler aus San Francisco verkauft. Er hatte 600 US-Dollar angezahlt. Quasi mit Fertigstellung dieses Fahrzeugs wurde das Unternehmen aufgelöst.